# Iglesia Luterana Histórica de la Trinidad
La iglesia Luterana Histórica de la Trinidad (en inglés Historic Trinity Lutheran Church) es una iglesia ubicada en el Downtown de Detroit, en el estado de Míchigan (Estados Unidos). Ocupa el Complejo de la Iglesia Evangélica Luterana de la Trinidad, ubicado en 1345 Gratiot Avenue. Fue designada Sitio Histórico del Estado de Míchigan en 1981 y se incluyó en el Registro Nacional de Lugares Históricos en 1983. Su pastor actual es Darryl L. Andrzejewski.

## Historia
La congregación de la Trinidad se formó en 1850, cuando algunos de los miembros de la Iglesia Luterana de San Mateo, una congregación de habla alemana, se separaron del cuerpo principal tras la excomunión de uno de ellos. Los servicios se llevaron a cabo por primera vez en la capilla de la iglesia Episcopal de Cristo, ubicada en la esquina de la avenida Jefferson y la calle Hastings. Pronto, la congregación compró la capilla de la Western Seaman's Friend Society de Woodbridge Street y la trasladó a Rivard y Larned. Este edificio rápidamente resultó demasiado pequeño, por lo que la congregación construyó una nueva iglesia de ladrillos en la avenida Gratiot con la calle Rivard en 1866. Esta área, que rodea el Eastern Market, era en ese momento el hogar de una gran población alemana y un ajuste natural para la Trinidad. 
Alrededor de este tiempo, la Trinidadcomenzó muchas escuelas, misiones y otras congregaciones en toda la región. En total, 132 parroquias luteranas en el sureste de Míchigan se remontan a la Trinidad.
En 1905, la congregación construyó una nueva escuela y salón social cerca de la iglesia. Sin embargo, la comunidad alrededor de la Trinidad pronto cambió cuando las familias abandonaron el centro de la ciudad y el flujo de nuevos inmigrantes alemanes se detuvo. La Trinidad comenzó a ofrecer servicios en inglés además de en alemán.
A fines de la década de 1920, la Trinidad comenzó a considerar la renovación de su estructura de 1866. Sin embargo, el feligrés Charles Gauss dio un paso al frente y se ofreció a financiar la construcción de un nuevo templo. La antigua iglesia fue demolida y la piedra angular de la actual se colocó en 1929 con la dedicación celebrada el 15 de febrero de 1931.
Tras la Segunda Guerra Mundial la población del Downtown se trasladó en masa a los suburbios, y muchas iglesias de Detroit, incluida la Trinidad, perdieron membresía. Sin embargo, el entonces pastor Gilbert Theodore Otte mantuvo la Trinidad donde estaba.
La ciudad de Detroit reconoció la estructura de la iglesia de 1931 por su importancia histórica en 1979, al igual que el estado de Míchigan en 1982. Fue incluida en el Registro Nacional de Lugares Históricos en 1983.
La membresía, sin embargo, disminuyó, con solo 112 miembros de la iglesia en 1981. En 1983, David Eberhard se convirtió en pastor, cargo que ocuparía hasta 2015, e instituyó programas adicionales que triplicaron la membresía en cinco años. La iglesia sigue siendo un lugar de reunión para los luteranos de Detroit, con más de 2100 miembros en 2012. La parroquia opera bajo el nombre de Trinidad Histórica (en inglé Historic Trinity) y es miembro del Iglesia luterana Sínodo de Misuri.